# Шалевич, Вячеслав Анатольевич
Вячесла́в Анато́льевич Шале́вич (27 мая 1934, Москва — 21 декабря 2016, Москва) — советский и российский актёр, театральный режиссёр; народный артист РСФСР (1979), лауреат Государственной премии Российской Федерации (1995).

## Биография

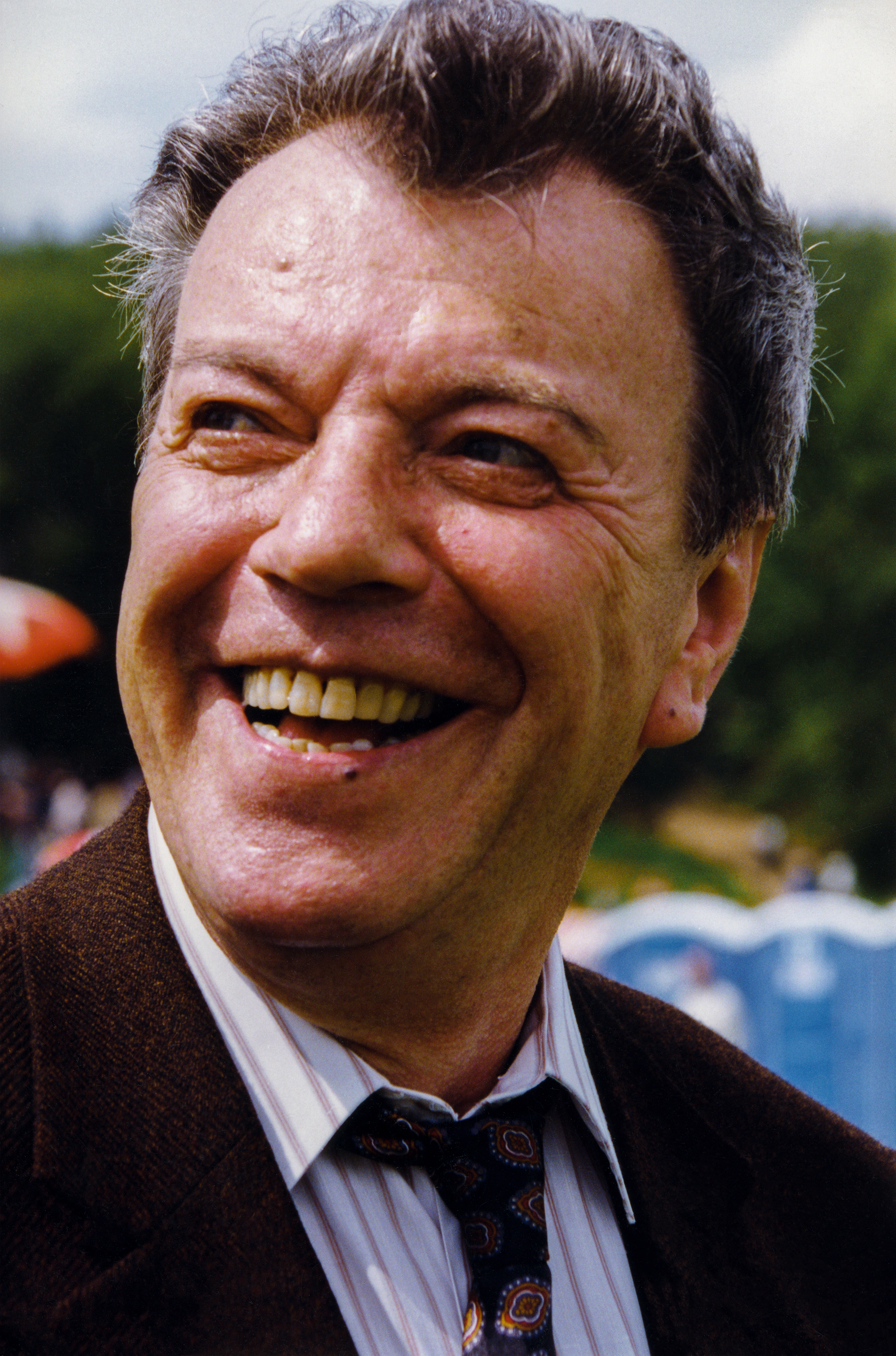
июль 1998 года

Родился 27 мая 1934 года в Москве. Детство прожил с матерью, Еленой Ивановной (1905—1986), в районе Театра имени Е. Вахтангова.
Отец — Анатолий Иванович Шалевич (1901—1984), старший лейтенант госбезопасности (23.03.1936), помощник начальника Полоцкого окротдела НКВД Белорусской ССР, затем Мозырского окротдела НКВД БССР (26.09.1936 — 03.05.1937); по национальности поляк. Арестован 22 сентября 1937 года в должности помощника начальника 11-го отдела УГБ УНКВД по Архангельской области, осуждён 4 июня 1938 года на 5 лет ИТЛ. Мать, хотя и любила Анатолия Шалевича, уехала от него на восьмом месяце беременности из-за ревности из Минска в Москву к тётке. Сына воспитывала одна. Вячеслав считал отца погибшим на Финской войне. Правду он узнал только в 38 лет, когда на гастролях в Бийске в 1972 году он встретился с мужчиной, представившимся Анатолием Шалевичем.
В 1958 году окончил Театральное училище имени Б. В. Щукина (курс Иосифа Рапопорта). По окончании училища был принят в труппу Театра имени Е. Вахтангова.
Театральным дебютом стала роль казаха Оспана в постановке Рубена Симонова «Неписаный закон» по пьесе Владимира Пистоленко.
Дебютом в кино стала роль офицера Алексея Швабрина в художественном фильме «Капитанская дочка» (1958).
В 1979 году окончил Высшие режиссёрские курсы при ГИТИСе. В том же году вступил в КПСС.
В 1980-х годах преподавал на эстрадном факультете ГИТИСа.
С 1998 по 2011 год возглавлял Московский драматический театр имени Рубена Симонова, одновременно играя роли в Театре имени Вахтангова.
Шалевич — один из немногих актёров, кто играл в двух фильмах с одинаковым названием, но не являющихся ремейками — «Красная площадь». Другим таким артистом является Андрей Попов, который снялся в двух разных фильмах под названием "Кафедра". Причем оба вышли в 1982 году.
Являлся членом Союза кинематографистов Российской Федерации и Российской академии кинематографических искусств «Ника».
Всего за долгие годы творческой деятельности актёр сыграл более 70 ролей в фильмах и телесериалах.
Скончался в ГКБ имени Боткина в Москве 21 декабря 2016 года на 83-м году жизни. Церемония прощания прошла 24 декабря в Театре имени Вахтангова. Похоронен в тот же день на Ваганьковском кладбище (участок 43).

## Личная жизнь
На первом курсе Щукинского училища Вячеслав Шалевич женился на своей бывшей однокласснице Елене Каневской, брак просуществовал меньше месяца.
В конце 1950-х годов женился на однокурснице по Щукинскому училищу Наталье Упеник. В 1959 году у супругов родился сын Владимир (умер в феврале 1997 года), они вместе прожили около трёх лет, и этот брак тоже распался. Причиной разрыва была любовь к актрисе Валентине Титовой, актрисе БДТ им. Горького в Ленинграде. Романтические отношения между ними, так и не переросшие в брак, закончились в 1964 году — Валентина Титова стала третьей женой Владимира Басова. У сына Владимира родилась дочь Елена.
Третьей женой была Галина (умерла в ноябре 1997 года), художник-модельер. В этом браке супруги прожили 31 год, у них родился сын — Иван (род. 1977).
Четвёртая жена (с 1998 года) — Виноградова Татьяна Викторовна (от предыдущего брака сын Олег и дочь Елизавета), врач-гинеколог, впоследствии перешла на работу в театр. В 2001 году родилась дочь — Анна.

## Творчество

### Роли в театре
Театр имени Е. Б. Вахтангова
- «Неписаный закон» — Оспан
- «Идиот» Ф. М. Достоевского — Барин-англоман
- «Перед заходом солнца» Г. Гауптмана — Доктор
- «Иркутская история» А. Н. Арбузова — Сергей
- «Маленькие трагедии» А. С. Пушкина — Ведущий, герцог, Дон Карлос
- «Потерянный сын» А. Н. Арбузова — Пётр
- «Игра в каникулы» Михаила Себастьяна — Штефан
- «Живой труп» Л. Н. Толстого — Александров
- «Принцесса Турандот» К. Гоцци — Барах
- «Серебряный бор» — Борзов
- «Конармия» И. Э. Бабеля — Козин, Лёвка
- «Чёрные птицы» — Андрей
- «Миллионерша» Б. Д. Шоу — Блендербленд
- «Виринея» Л. Н. Сейфуллиной и В. П. Правдухина — Павел Суслов
- «Дион» Л. Г. Зорина — Дион
- «Память сердца» А. Е. Корнейчука — Антон
- «Выбор» А. Н. Арбузова — Ипполит
- «Три возраста Казановы» М. И. Цветаевой — Казанова
- «Без вины виноватые» А. Н. Островского; режиссёр: П. Н. Фоменко — Муров
- «Будьте здоровы» П. Шено — Людовик Мерекур
- «Сирано де Бержерак» Э. Ростана — Граф де Гиш
- «Чайка» А. П. Чехова — Дорн
- «Человек с ружьём» Н. Ф. Погодина — Никанор
- «Пристань» (в отрывке «Жизнь Галилея» Б. Брехта); режиссёр: Р. Туминас — Галилео Галилей

### Театральные постановки
- 1979 — «Тринадцатый председатель» по пьесе А. Х. Абдуллина (Театр имени Вахтангова)[6][5]
- 1995 — «Али-Баба и сорок разбойников» (совместно с А. Н. Горбанем; Театр имени Вахтангова)[6][5]
- 1999 — «Брызги шампанского» по рассказам М. М. Зощенко (МДТ имени Рубена Симонова)[6][5]

### Фильмография
- 1958 — Капитанская дочка — Швабрин
- 1959 — Спасённое поколение — Николай
- 1960 — За городской чертой — Раду
- 1961 — Барьер неизвестности — Сергей Фёдорович Байкалов, лётчик-испытатель
- 1962 — Молчат только статуи — Али
- 1963 — Серебряный тренер — Волошин
- 1963 — Теперь пусть уходит — Стэн
- 1963 — Аптекарша — Ким
- 1964 — Хоккеисты — Дуганов
- 1965 — Комэск — Цыганков
- 1965 — Эскадра уходит на запад — Мишель, французский моряк
- 1967 — Курьер Кремля (телеспектакль)
- 1967 — Три тополя на Плющихе — Гриша, муж Нюры
- 1968 — Гроза над Белой — озвучивание
- 1968 — Виринея — Иван Павлович, инженер
- 1968 — Портрет Дориана Грея — Алан
- 1968 — Шестое июля — Яков Блюмкин, начальник секретного отдела ВЧК
- 1970 — Красная площадь. Два рассказа о рабоче-крестьянской армии — Кутасов
- 1970 — Моя улица — Семён Семёнович
- 1971 — Город под липами — Борис Попов
- 1973 — Иркутская история — Сергей
- 1973 — Райские яблочки — Виртен
- 1973 — Семнадцать мгновений весны — Аллен Даллес
- 1976 — Дневник Карлоса Эспинолы — директор интерната
- 1976 — Здесь мой причал — Барабанов
- 1977 — Корень жизни — Иван Жосу
- 1977 — Это было в Коканде — Аввакумов
- 1978 — Лекарство против страха — Панафидин
- 1980 — На исходе лета — Евгений Иванович
- 1980 — Альманах сатиры и юмора — директор театра
- 1980 — Кодовое название «Южный гром» — Берёзов, генерал-лейтенант
- 1983 — Пробуждение — Иванов
- 1983 — Ювелирное дело — Кравцов Борис Алексеевич, следователь, майор милиции, озвучка
- 1983 — Чокан Валиханов — Колпаковский
- 1984 — Особое подразделение — Филиппов
- 1985 — Последняя инспекция — начальник тюрьмы
- 1986 — Потерпевшие претензий не имеют — Эдуард Николаевич
- 1990 — Любовь немолодого человека — Синельников
- 1990 — Муж собаки Баскервилей — Баварин
- 1992 — Виновата ли я — Долгов
- 1992 — Прощение — Владлен Максимович
- 1992 — Фиктивный брак — аферист
- 1993 — Американский дедушка — Мешков
- 1994 — Мастер и Маргарита — Иосиф Каифа, первосвященник иудейский
- 1999 — Женщин обижать не рекомендуется — адмирал
- 1999 — Очаровательные негодники
- 2001 — Марш Турецкого 2 — Пучков
- 2002 — Времена не выбирают — Амвросий Кикнадзе
- 2003 — Инструктор — Катосов
- 2003 — Замыслил я побег — Шаргородский
- 2003 — Театральный блюз — старый актёр
- 2003 — Не привыкайте к чудесам — Слепухин
- 2003 — Жених для Барби — отец Нели
- 2003 — Женская логика — Спиридонов
- 2004 — Против течения — Джим
- 2004—2008 — Боец — «Дед»
- 2004 — Московская сага — генерал
- 2004 — О любви в любую погоду — Ионеско
- 2004 — Чудеса в Решётове — озвучивание кота, Тимофея Ивановича
- 2005 — Красная площадь — Александр Рекунков
- 2005 — Брежнев — Алексей Косыгин
- 2005 — Звезда эпохи — Илья Эренбург
- 2005 — Подкидной — Евгений Анатольевич
- 2006 — Примадонна — Зернов, директор театра эстрады
- 2006 — Угон — Борис Львович, шахматист
- 2007 — Солдаты 13 — Андрей Александрович
- 2008 — Второе дыхание — камео
- 2008 — Наследство — Кирилл Трофимович Ведерников
- 2008 — Репортёры — Николо
- 2008 — Клоуны — Даниил Генрихович, бывший дрессировщик
- 2010 — Только не сейчас (Польша, Россия) — пожилой господин
- 2010 — Сёстры Королёвы — Ефим Натанович
- 2011 — Охота на Беркута — Леонид Ильич Брежнев
- 2015 — Гудение шмеля — паралитик

### Телевидение
- Кабачок «13 стульев» — пан Поэт
- Монтаж — читал поэму Иосифа Бродского «Представление» (поэме был посвящён один из выпусков 1992 года).
- Московские красавицы (ТВЦ, 2002—2003) — ведущий

## Признание и награды
Государственные награды:
- Заслуженный артист РСФСР (11 ноября 1971)
- Народный артист РСФСР (30 ноября 1979)
- Государственная премия Российской Федерации в области литературы и искусства 1994 года (29 мая 1995) — за спектакль Государственного академического театра имени Евг. Вахтангова «Без вины виноватые» по пьесе А. Н. Островского[11]
- орден Дружбы народов (6 мая 1994) — за большие заслуги в области театрального искусства[12]
- орден Почёта (1 ноября 2001) — за многолетнюю плодотворную деятельность в области культуры и искусства, большой вклад в укрепление дружбы и сотрудничества между народами[13]
- орден «За заслуги перед Отечеством» IV степени (27 мая 2004) — за большие заслуги в развитии театрального искусства[14]

Другие награды:
- Премия мэрии Москвы в области литературы и искусства (2 сентября 1996)[5][15]
- Юбилейная медаль «Тынга 50 жыл» (18 декабря 2004)[16]
- Почётная грамота Президента Российской Федерации (20 апреля 2010) — за заслуги в области культуры и искусства, многолетнюю плодотворную деятельность[17]

## Память
Творчеству и памяти актёра посвящены документальные фильмы и телепередачи
- «Вячеслав Шалевич. „Под маской Казановы“» («Первый канал», 2009)[18]
- «Вячеслав Шалевич. „Любовь немолодого человека“» («Первый канал», 2014)[19][20]
- «Вячеслав Шалевич. „Любовь немолодого человека“» («ТВ Центр», 2014)[21]
- «Вячеслав Шалевич. „Позднее счастье Казановы“» («ТВ Центр», 2020)[22]
- «„Звёзды советского экрана“: Вячеслав Шалевич, фильм „Белые росы“» («Москва 24», 2021)[23]

## Комментарии
1. ↑  На официальном сайте Театра имени Вахтангова сообщается, что Вячеслав Шалевич возглавлял МДТ имени Рубена Симонова с 1998 по 2016 годы[5], однако в статье информационного агентства ТАСС указаны другие годы, а именно с 1998 по 2011 годы[6].